# رادیو ۱۰۰ آهنگ برتر (جمهوری چک)
رادیو ۱۰۰ آهنگ برتر جدول ملی رتبه‌بندی موسیقی در جمهوری چک است. فدراسیون بین‌المللی صنعت فونوگرافی به صورت هفتگی این جدول را منتشر می‌کند.